# Monte Ntingui
O monte Ntingui é o monte mais alto da ilha Anjouan, nas Comores. Tem 1595 m de altitude e proeminência topográfica, dando nome ao Parque do Monte Ntingui, um sítio RAMSAR de importância internacional de 3000 hectares, criado em 2006.

Mapa de Anjouan